# 鲁斯汀
《鲁斯汀》（英語：Rustin）是2023年上映的美国传记剧情片，由乔治·C·沃尔夫执导，朱利安·布雷斯和達斯汀·蘭斯·布雷克编剧，以非裔美国人民权运动家贝亚德·鲁斯汀的故事为蓝本。电影由贝拉克·奥巴马与米歇尔·奥巴马的高地制片公司执导，柯爾曼·多明戈、基斯·洛克、格林·图尔曼、艾繆·艾敏、格斯·哈尔珀、希·庞德、达明·乔伊·伦道夫、约翰尼·雷米、迈克尔·波茨、傑佛瑞·萊特及奧黛莉·麥唐娜主演，讲述鲁斯汀与马丁·路德·金等民权领袖组织1963年3月向华盛顿进军大游行的故事。
电影于2023年8月31日在第50届特柳赖德电影节首映，9月13日在多伦多国际电影节展映，11月3日在美国部分影院有限上映，11月17日上线Netflix。电影获得普遍好评，其中多明戈凭借片中的表现获得奥斯卡金像奖、英国电影学院奖及金球奖最佳男主角提名。

## 梗概
电影讲述民权运动家贝亚德·鲁斯汀突破重重困难，与马丁·路德·金等非裔美国人民权领袖组织1963年向华盛顿进军大游行的故事。

## 演员
- 柯爾曼·多明戈 饰 贝亚德·鲁斯汀（英语：Bayard Rustin）
- 艾繆·艾敏 饰 马丁·路德·金
- 格林·图尔曼（英语：Glynn Turman） 饰 阿萨·菲利普·伦道夫（英语：A. Philip Randolph）
- 基斯·洛克 饰 罗伊·威尔金斯（英语：Roy Wilkins）
- 格斯·哈尔珀（英语：Gus Halper） 饰 汤姆·卡恩（英语：Tom Kahn）
- 约翰尼·雷米（Johnny Ramey）饰 伊莱亚斯·泰勒（Elias Taylor）
- 希·庞德（英语：CCH Pounder） 饰 安娜·阿诺德·赫奇曼（英语：Anna Arnold Hedgeman）
- 迈克尔·波茨（英语：Michael Potts (actor)） 饰 克利夫·罗宾逊（英语：Cleveland Robinson）
- 奧黛莉·麥唐娜 饰 艾拉·巴克（英语：Ella Baker）
- 傑佛瑞·萊特 饰 小亚当·克莱顿·鲍威尔（英语：Adam Clayton Powell Jr.）
- 莉莉·凯（Lilli Kay）饰 蕾切尔（Rachelle）
- 乔丹-阿曼达·霍尔（Jordan-Amanda Hall）饰 夏琳（Charlene）
- 杰克姆·鲍威尔（Jakeem Powell）饰 诺姆（Norm）
- 阿雅娜·沃克曼（Ayana Workman）饰 埃莉诺·福尔摩斯·诺顿
- 格兰瑟姆·科尔曼（Grantham Coleman）饰 布莱登（Blyden）
- 贾米拉·罗斯蒙德（Jamilah Rosemond）饰 多丽·拉德纳（英语：Dorie Ladner）
- 朱尔斯·拉蒂默（Jules Latimer）饰 乔伊斯·拉德纳（英语：Joyce Ladner）
- 麦克斯韦·惠廷顿-库珀（Maxwell Whittington-Cooper）饰 約翰·路易斯
- 弗兰克·哈茨（英语：Frank Harts） 饰 詹姆斯·法默（英语：James Farmer）
- 凯文·曼波（英语：Kevin Mambo） 饰 惠特妮·扬（英语：Whitney Young）
- 卡拉·帕特森（Carra Patterson）饰 科丽塔·斯科特·金
- 达明·乔伊·伦道夫 饰 玛哈莉亚·杰克逊
- 艾德丽安·沃伦（英语：Adrienne Warren） 饰 克劳迪娅·泰勒（Claudia Taylor）
- 比爾·歐文 饰 亚伯拉罕·约翰内斯·穆斯特（英语：A. J. Muste）
- 贾马尔·威廉姆斯（Jamar Williams）饰 蒂龙（Tyrone）
- 霍普·克拉克（英语：Hope Clarke） 饰 露西尔·坎贝尔·格林·兰道夫（英语：Lucille Campbell Green Randolph）
- 拉沙德·德蒙德·爱德华兹（Rashad Demond Edwards）饰 美德加·艾维斯
- 科特·史密斯（英语：Cotter Smith） 饰 威尔斯酋长（Chief Wells）
- 德雷顿·沃克（Drayton Walker）饰 史蒂维·旺德
- 罗伯特·M·普弗莱加特（Robert M. Pflegardt）饰 约阿希姆·普林茨（英语：Joachim Prinz）
- 克里斯托弗·安格利姆（Christopher Anglim）饰 尤金·卡森·布莱克（英语：Eugene Carson Blake）
- 德文·杜兰（Devin Doolan）饰 沃尔特·鲁瑟
- 马龙·布拉德利·雷（Marlon Bradley Ray）饰 弗洛伊德·麦基西克（英语：Floyd McKissick）

## 制作
2021年2月，消息指乔治·C·沃尔夫会执导一部改编自贝亚德·鲁斯汀人生经历的电影，由朱利安·布雷斯和達斯汀·蘭斯·布雷克编剧。同年10月，柯爾曼·多明戈、基斯·洛克、格林·图尔曼和奧黛莉·麥唐娜加盟剧组。同月晚些时候，艾繆·艾敏、希·庞德、迈克尔·波茨、比爾·歐文、达明·乔伊·伦道夫、格斯·哈尔珀、约翰尼·雷米、卡拉·帕特森和艾德丽安·沃伦加盟剧组。同年11月，制片工作在匹兹堡启动。同年12月，傑佛瑞·萊特、格兰瑟姆·科尔曼、乔丹-阿曼达·霍尔、杰克姆·鲍威尔、阿雅娜·沃克曼、贾米拉·罗斯蒙德、朱尔斯·拉蒂默、麦克斯韦·惠廷顿-库珀、弗兰克·哈茨和凯文·曼波加盟剧组。2022年8月，主体拍摄在华盛顿哥伦比亚特区结束。
藍尼·克羅維茲为电影创作歌曲《自由之路》（"Road to Freedom"），并亲自演唱。导演沃尔夫就创作原创歌曲的事情接触兰尼的时候，曾表示：“我跟他说一个注意事项，这首歌必须要必须要让观众在情绪及行动上产生共鸣。还有要有长号，我特别希望加入长号。”自从拍摄《蓝调天后》以来，沃尔夫对长号非常着迷，所以他邀请长号演奏家特洛伊·安德鲁斯参与这首歌的创作。

## 发行
电影首映礼于2023年8月31日在第50届特柳赖德电影节举行。同年9月13日，电影在多伦多国际电影节展映。2023年11月，电影作为HBCU前瞻电影节（HBCU First Look Film Festival）开幕片，在非裔美國人歷史和文化國家博物館展映，贝拉克·奥巴马与米歇尔·奥巴马夫妇到场推介。11月3日，电影在美国部分影院有限上映，11月17日在Netflix上线。

## 反响

### 专业评价
根据評論匯總网站爛番茄汇总的164篇评论文章，85%的评论家给予该作正面评价，平均打分为7分（满分10分）。该网站总结的评论家共识是“《鲁斯汀》这部激动人心的传记片让大家看到了早该看到的公共服务的非凡遗产，其中科尔曼·多明戈的表现尤为出色”。在Metacritic上，39位影評人共給予了68分的分數（滿分100分），這部電影獲得了「普遍好評」。
主演多明戈的表演获得如潮好评。《华尔街日报》的约翰·安德森（John Anderson）赞扬多明戈是“这部电影的自然力量，演绎出复杂且让人深表同情的形象”，“证明了电影应该是什么样子，同时预防电影走歪”。《娱乐周刊》的莫琳·李·伦克（Maureen Lee Lenker）认为“多明戈为鲁斯汀注入了温暖和活力，展现出极具同情心的表现”，又称“他刻画出一个为自己的种族及性取向奋斗的男人形象，从中带出非常有个性的感觉，并有助于加深鲁斯汀对引领‘正义社会’真正实现的承诺”。《衛報》的本杰明·李（Benjamin Lee）赞扬电影交叉展现鲁斯汀的艰难困苦，之后在文章结尾处称多明戈“具有迷人的说服力，从而解释鲁斯汀如何在如此短的时间内取得如此大的成就。而当他开始经历对自己整个自我，而不是对自己精心挑选部分的接受程度时，我们看着他在我们面前崩溃，可以说悬着的心放下了”。
其他影评人对电影的评价中肯，尤其是剧本及导演方面。Vulture (网站)的比尔吉·埃比里注意到剧本充斥着“笨拙的舞台布景与对白”，其水平相当于“课堂练习”，所以整部片子“充满了这个类型（传记片）所有的陈词滥调”。比尔吉认为电影的剧情“一望而知”，鲁斯汀“私人事务”的“形式上”性质与沃尔夫“有条理的指导”共同制造了“视觉惯性”。类似地，RogerEbert.com的罗伯特·丹尼尔斯（Robert Daniels）认为电影窒息了多明戈，压制了他的潜力，并指出他“最终坚持了这些情感的高潮，紧紧抓住一部很少（如果有的话）达到他水平的电影。”《华盛顿邮报》的迈克尔·奥苏利文（Michael O'Sullivan）认为电影剧情“敷衍”，“就像电影开场的情节重现一样蒙太奇化、肤浅”。
有些批评意见专门针对电影对鲁斯汀性取向的展现手法。《雅各宾》的达斯汀·瓜斯特拉（Dustin Guastela）批评电影讽刺鲁斯汀的政治观点：“《鲁斯汀》说这位民权英雄之所以被遗忘，是因为他的性取向。然而，正是激烈而充满挑衅性的阶级政治，让他在当下既充满争议性，又显得有先见之明”。他认为电影缺少鲁斯汀与汤姆·卡恩的感情发展，将鲁斯汀的性取向“武器化”，以此来掩盖鲁斯汀在历史上被忽视的事实。而鲁斯汀之所以被历史忽视，部分原因在与他的政治观点，而这也“不失为他在正统的民权历史中被完全抹去的一个原因”。IndieWire的大卫·埃里希（David Ehrlich）也批评电影对鲁斯汀性取向的处理手法：“《鲁斯汀》被剧情的压迫感给压制了，剧本融入将鲁斯汀同性恋融入社会动态的方式非常突兀，每当鲁斯汀与同为活动家汤姆·卡恩、约翰·雷米扮演的复合角色发展三角关系的时候，电影就会陷入死一般的停滞。”

### 奖项
| 大奖                         | 颁奖日期                | 奖项                         | 获得者 | 结果  | 参考          |
| ---------------------------- | ----------------------- | ---------------------------- | --- | ----- | ------------- |
| 酷儿帮                       | 2023年2月28日           | 下一件大事                   | 《鲁斯汀》                                                                                                  | 提名  | [ 29 ]        |
| 汉普顿国际电影节             | 2023年10月12日          | 谢尔组姆奖                   | 《鲁斯汀》                                                                                                  | 獲獎  | [ 30 ]        |
| 哈特兰国际电影节             | 2023年10月15日          | 观众票选奖 – 特别呈现剧情片  | 《鲁斯汀》                                                                                                  | 獲獎  | [ 31 ]        |
| 米尔谷电影节                 | 2023年10月16日          | 最佳导演奖                   | 乔治·C·沃尔夫                                                                                               | 獲獎  | [ 32 ]        |
| 米尔谷电影节                 | 2023年10月16日          | 观众票选奖 – 最佳美国电影    | 《鲁斯汀》                                                                                                  | 獲獎  | [ 32 ]        |
| 芝加哥影展                   | 2023年10月22日          | 金Q雨果奖                    | 《鲁斯汀》                                                                                                  | 提名  | [ 33 ]        |
| 费城电影节                   | 2023年10月29日          | 观众票选奖 – 最佳剧情片      | 《鲁斯汀》                                                                                                  | 獲獎  | [ 34 ]        |
| 好莱坞媒体音乐奖             | 2023年11月15日          | 最佳电影原创配乐             | 布兰福德·马萨利斯                                                                                           | 提名  | [ 35 ] [ 36 ] |
| 好莱坞媒体音乐奖             | 2023年11月15日          | 最佳电影原创歌曲             | 藍尼·克羅維茲（《Road to Freedom》）                                                                        | 提名  | [ 35 ] [ 36 ] |
| 哥谭独立电影奖               | 2023年11月27日          | 标志与创作者贡献—社会正义    | 《鲁斯汀》                                                                                                  | 獲獎  | [ 37 ]        |
| 評論家選擇協會               | 2023年12月4日           | 电影电视庆祝奖最佳电影演员奖 | 柯爾曼·多明戈                                                                                               | 獲獎  | [ 38 ]        |
| 华盛顿特区影评人协会         | 2023年12月10日          | 最佳男主角                   | 柯爾曼·多明戈                                                                                               | 提名  | [ 39 ]        |
| 拉斯维加斯影评人协会         | 2023年12月13日          | 最佳男主角                   | 柯爾曼·多明戈                                                                                               | 提名  | [ 40 ]        |
| 拉斯维加斯影评人协会         | 2023年12月13日          | 最佳歌曲                     | 《Road to Freedom》                                                                                         | 提名  | [ 40 ]        |
| 印第安纳电影记者协会         | 2023年12月17日          | 最佳主角表演                 | 柯爾曼·多明戈                                                                                               | 提名  | [ 41 ] [ 42 ] |
| 女性影评人协会               | 2023年12月18日          | 最佳男主角                   | 柯爾曼·多明戈                                                                                               | 提名  | [ 43 ]        |
| 达拉斯—沃斯堡影评人协会      | 2023年12月18日          | 最佳男主角                   | 柯爾曼·多明戈                                                                                               | 第5名 | [ 44 ]        |
| 聖地牙哥影評人協會           | 2023年12月19日          | 最佳男主角                   | 柯爾曼·多明戈                                                                                               | 提名  | [ 45 ]        |
| 卡普里岛好莱坞国际电影节     | 2024年1月2日            | 最佳男主角                   | 柯爾曼·多明戈                                                                                               | 獲獎  | [ 46 ] [ 47 ] |
| 棕榈泉国际电影节             | 2024年1月4日            | 聚光灯奖最佳男主角           | 柯爾曼·多明戈                                                                                               | 獲獎  | [ 48 ]        |
| 乔治亚影评人协会             | 2024年1月5日            | 最佳男主角                   | 柯爾曼·多明戈                                                                                               | 提名  | [ 49 ] [ 50 ] |
| 好萊塢影評人協會             | 2024年1月6日            | 最佳男主角                   | 柯爾曼·多明戈                                                                                               | 提名  | [ 51 ]        |
| 金球獎                       | 2024年1月7日            | 剧情类电影最佳男主角         | 柯爾曼·多明戈                                                                                               | 提名  | [ 52 ]        |
| 金球獎                       | 2024年1月7日            | 最佳原創歌曲                 | 藍尼·克羅維茲（《Road to Freedom》）                                                                        | 提名  | [ 52 ]        |
| 丹佛影评人协会               | 2024年1月12日           | 最佳原创歌曲                 | 藍尼·克羅維茲（《Road to Freedom》）                                                                        | 提名  | [ 53 ]        |
| 评论家选择电影奖             | 2024年1月14日           | 最佳男主角                   | 柯爾曼·多明戈                                                                                               | 提名  | [ 54 ]        |
| 评论家选择电影奖             | 2024年1月14日           | 最佳電影原創歌曲             | 藍尼·克羅維茲（《Road to Freedom》）                                                                        | 提名  | [ 54 ]        |
| 非裔美国人影评人协会         | 2024年1月15日           | 最佳男主角                   | 柯爾曼·多明戈                                                                                               | 獲獎  | [ 55 ]        |
| 黑胶卷奖                     | 2024年1月16日           | 最佳电影                     | 布鲁斯·科恩、唐妮娅·戴维斯（Tonia Davis）、乔治·C·沃尔夫                                                    | 提名  | [ 56 ]        |
| 黑胶卷奖                     | 2024年1月16日           | 最佳主角表演                 | 柯爾曼·多明戈                                                                                               | 提名  | [ 56 ]        |
| 黑胶卷奖                     | 2024年1月16日           | 最佳剧本                     | 朱利安·布雷斯、達斯汀·蘭斯·布雷克                                                                           | 提名  | [ 56 ]        |
| 黑胶卷奖                     | 2024年1月16日           | 最佳群戏                     | 切蕾尔·卡吉尔（Cherelle Cargill）、艾薇·考夫曼                                                              | 提名  | [ 56 ]        |
| 黑胶卷奖                     | 2024年1月16日           | 最佳原创配乐                 | 布兰福德·马萨利斯                                                                                           | 提名  | [ 56 ]        |
| 黑胶卷奖                     | 2024年1月16日           | 最佳原声带                   | 《鲁斯汀》                                                                                                  | 提名  | [ 56 ]        |
| 黑胶卷奖                     | 2024年1月16日           | 最佳原创歌曲                 | 藍尼·克羅維茲（《Road to Freedom》）                                                                        | 提名  | [ 56 ]        |
| 黑胶卷奖                     | 2024年1月16日           | 最佳服装设计                 | 托尼-莱斯利·詹姆斯（Toni-Leslie James）                                                                     | 提名  | [ 56 ]        |
| 黑胶卷奖                     | 2024年1月16日           | 最佳艺术指导                 | 马克·瑞克（Mark Ricker）                                                                                    | 提名  | [ 56 ]        |
| 黑胶卷奖                     | 2024年1月16日           | 最佳发型与化妆               | 梅丽莎·福尼（Melissa Forney）、贝弗利·乔·普赖尔（Beverly Jo Pryor）                                         | 提名  | [ 56 ]        |
| 美国退休人员协会成年人电影奖 | 2024年1月17日           | 最佳男主角                   | 柯爾曼·多明戈                                                                                               | 獲獎  | [ 57 ]        |
| 美国退休人员协会成年人电影奖 | 2024年1月17日           | 最佳整体演出                 | 《鲁斯汀》剧组                                                                                              | 提名  | [ 57 ]        |
| 美国退休人员协会成年人电影奖 | 2024年1月17日           | 最佳历史电影                 | 《鲁斯汀》                                                                                                  | 提名  | [ 57 ]        |
| 爱荷华影评人协会             | 2024年1月17日           | 最佳原创歌曲                 | 藍尼·克羅維茲（《Road to Freedom》）                                                                        | 亚军  | [ 58 ]        |
| 作曲家和作词家协会           | 2024年2月13日           | 最佳剧情片或纪录片原创歌曲   | 藍尼·克羅維茲（《Road to Freedom》）                                                                        | 提名  | [ 59 ]        |
| 英国电影学院奖               | 2024年2月18日           | 最佳男主角                   | 柯爾曼·多明戈                                                                                               | 提名  | [ 60 ]        |
| 美國演員工會獎               | 2024年2月24日           | 最佳男主角                   | 柯爾曼·多明戈                                                                                               | 待定  | [ 61 ]        |
| 卫星奖                       | 2024年3月3日            | 最佳男主角                   | 柯爾曼·多明戈                                                                                               | 待定  | [ 62 ]        |
| 卫星奖                       | 2024年3月3日            | 最佳原创歌曲                 | 藍尼·克羅維茲（《Road to Freedom》）                                                                        | 待定  | [ 62 ]        |
| 美国选角工会奖               | 2024年3月7日            | 最佳商业片或独立剧情选角     | 艾薇·考夫曼、唐娜·贝拉雅克（Donna Belajac）、米西·芬内尔（Missy Finnell）、斯科蒂·安德森（Scotty Anderson） | 待定  | [ 63 ]        |
| 奥斯卡金像奖                 | 2024年3月10日           | 最佳男主角                   | 柯爾曼·多明戈                                                                                               | 提名  | [ 64 ]        |
| 同志媒體獎                   | 2024年3月11日 - 5月14日 | 最佳流媒体或电视电影         | 《鲁斯汀》                                                                                                  | 待定  | [ 65 ] [ 66 ] |
| 有色人种进步协会形象奖       | 2024年3月16日           | 最佳电影                     | 《鲁斯汀》                                                                                                  | 待定  | [ 67 ]        |
| 有色人种进步协会形象奖       | 2024年3月16日           | 最佳电影导演                 | 乔治·C·沃尔夫                                                                                               | 待定  | [ 67 ]        |
| 有色人种进步协会形象奖       | 2024年3月16日           | 最佳电影男主角               | 柯爾曼·多明戈                                                                                               | 待定  | [ 67 ]        |
| 有色人种进步协会形象奖       | 2024年3月16日           | 最佳电影男配角               | 格林·图尔曼                                                                                                 | 待定  | [ 67 ]        |
| 有色人种进步协会形象奖       | 2024年3月16日           | 最佳电影整体演出             | 《鲁斯汀》                                                                                                  | 待定  | [ 67 ]        |
| 有色人种进步协会形象奖       | 2024年3月16日           | 最佳服装设计                 | 托尼-莱斯利·詹姆斯（Toni-Leslie James）、约什·奎因（Josh Quinn）                                            | 待定  | [ 67 ]        |
| 有色人种进步协会形象奖       | 2024年3月16日           | 最佳化妆                     | 贝弗利·乔·普赖尔、埃里克·帕格丁（Eric Pagdin）、昆塔森·帕特森（Quintessence Patterson）                     | 待定  | [ 67 ]        |
| 有色人种进步协会形象奖       | 2024年3月16日           | 最佳电视剧/电影原创配乐      | 布兰福德·马萨利斯                                                                                           | 待定  | [ 67 ]        |